# Meddő ellenállás
A reaktancia az elektromos áramkörökben a váltakozó áram hatására fellépő ellenállás jellemzője. A reaktancia mértékegysége az Ohm (Ω), és a váltakozó áram frekvenciájától függ.
A reaktanciának két fő típusa van: induktív reaktancia (XL ) és kapacitív reaktancia (XC ).
Váltakozó áramú áramkörökben a reaktancia(X) hatása hasonló, mint az ohmos ellenállásé (R). A váltakozó áramú analízis során képzett helyettesítő kapcsolásban a reaktanciát az ellenállás jelével jelöljük.
A reaktanciát komplex áramköri modellezésben meddő ellenállásnak nevezzik.
A meddő ellenállás (vagy más elnevezéssel reaktancia) a komplex impedancia képzetes része, szokásos jelölése X, mértékegysége ohm. A meddő ellenállás előjele meghatározza az impedancia jellegét:
- Ha X > 0, az impedancia induktív jellegű.
- Ha X = 0, az impedancia tisztán ohmos jellegű.
- Ha X < 0, az impedancia kapacitív jellegű.

## A meddő ellenállás értelmezése

A hatásos ellenállás és a meddő ellenállás (reaktancia)

A komplex impedancia (mint bármely komplex mennyiség) valós és képzetes részre bontható. Valós része a hatásos ellenállás (rezisztencia), jele Rh; képzetes része a meddő ellenállás (reaktancia), jele X. Képlettel:
{\displaystyle \mathbf {Z} =R_{\mathrm {h} }+iX}.
A hatásos ellenállás és a meddő ellenállás kifejezhető a látszólagos ellenállás, illetve a fáziskülönbség segítségével:
{\displaystyle R_{\mathrm {h} }=Z\cos \varphi \qquad {\text{és}}\qquad X=Z\sin \varphi \,}.
A fordított irányú összefüggések a látszólagos ellenállás, illetve a fáziskülönbség tangensének kiszámítására:
{\displaystyle Z={\sqrt {R_{\mathrm {h} }^{2}+X^{2}}}\qquad {\text{és}}\qquad \tan \varphi ={\frac {X}{R_{\mathrm {h} }}}\,}.

## Egyes eszközök meddő ellenállása

### Ohmos ellenállás meddő ellenállása

Az ohmos ellenállás meddő ellenállása (reaktanciája) nulla

Egy fogyasztót ohmos ellenállásnak nevezünk, ha egyenáramra vagy szinuszos váltakozó feszültségre kapcsolva a fogyasztón átfolyó áram erőssége egyenesen arányos a feszültséggel. Igazolható, hogy ha egy R ellenállású ohmos ellenállást szinuszos váltakozó feszültségre kapcsolunk, akkor a hatásos ellenállása megegyezik az egyenáramú ellenállásával
{\displaystyle R_{\mathrm {h} }=R\,},
meddő ellenállása (reaktanciája) pedig nulla:
{\displaystyle X=0\,}.
A feszültség és áramerősség azonos fázisban van egymással, azaz
{\displaystyle \varphi =0\,}.

### Ideális tekercs meddő ellenállása, induktív reaktancia
Az induktív reaktancia az induktivitásból ered, ami a tekercs egy tulajdonsága. Amikor a váltakozó áram áramlik egy tekercsen keresztül, az áramváltozás hatására mágneses tér jön létre a tekercs körül. Ez a mágneses tér ellenállást jelent az áramnak, és induktív reaktanciát eredményez. Az induktív reaktancia értéke a tekercs induktivitásától és a váltakozó áram frekvenciájától függ. Minél nagyobb az induktivitás vagy a frekvencia, annál nagyobb az induktív reaktancia.

Ideális tekercs meddő ellenállása (reaktanciája)

Egy tekercset ideális tekercsnek nevezünk, ha ohmos (és kapacitív) ellenállása elhanyagolható, így szinuszos váltakozó feszültségre kapcsolva az áramerősséget csak az önindukció befolyásolja. Igazolható, hogy egy L önindukciós tényezőjű ideális tekercset szinuszos váltakozó feszültségre kapcsolva a hatásos ellenállása nulla:
{\displaystyle R_{\mathbf {h} }=0\,},
meddő ellenállása (reaktanciája) pedig
{\displaystyle X_{L}=2\pi fL=\omega L}
Az ideális tekercsnél az áramerősség 90°-ot késik a feszültséghez képest, azaz
{\displaystyle \varphi =90^{\circ }\,}

### Ideális kondenzátor meddő ellenállása, kapacitív reaktancia
A kapacitív reaktancia a kapacitásból ered, ami a kondenzátor egy tulajdonsága. Amikor a váltakozó áram áramlik egy kondenzátoron keresztül, a kondenzátor fegyverzetei között elektromos tér jön létre. Ez az elektromos tér ellenállást jelent az áramnak, és kapacitív reaktanciát eredményez. A kapacitív reaktancia értéke a kondenzátor kapacitásától és a váltakozó áram frekvenciájától függ. Minél nagyobb a kapacitás vagy a frekvencia, annál kisebb a kapacitív reaktancia.

Ideális kondenzátor meddő ellenállása (reaktanciája)

Egy kondenzátort ideális kondenzátornak nevezünk, ha ohmos (és induktív) ellenállása elhanyagolható, így szinuszos váltakozó feszültségre kapcsolva az áramerősséget csak a kapacitása befolyásolja. Igazolható, hogy egy C  kapacitású ideális kondenzátort váltakozó feszültségre kapcsolva a hatásos ellenállása nulla:
{\displaystyle R_{\mathbf {h} }=0\,},
meddő ellenállása (reaktanciája) pedig
{\displaystyle X_{C}=-{\frac {1}{2\pi fC}}=-{\frac {1}{\omega C}}}
Az ideális kondenzátornál az áramerősség 90°-ot siet a feszültséghez képest, azaz
{\displaystyle \varphi =-90^{\circ }\,}